# Габова
Габова — деревня в Кудымкарском районе Пермского края. Входит в состав Егвинского сельского поселения. Располагается на реке Шоръег (приток Егвы) севернее от города Кудымкара. Расстояние до районного центра составляет 25 км. По данным Всероссийской переписи населения 2010 года, в деревне проживало 22 человека (13 мужчин и 9 женщин).

## История
По данным на 1 июля 1963 года, в деревне проживал 61 человек. Населённый пункт входил в состав Алековского сельсовета.